# كانتور (برمجية)
كانتور (بالإنجليزية: Cantor)‏ هي برمجية رياضية حُرَّة تُستخدم لإنشاء إحصاءات علميَّة وتحليليَّة. يعدُّ أحد مكونات كيدي 4، وقد قُدِّم مع الإصدار 4.4 مِنها، كجزء مِن مشروع كيدي التعليمي.
هذا البرنامج ذو واجهة مستخدم رسومية. يدعم بيئات جوليا، كي إلجيبرا [الإنجليزية]، لوا، ماكسيما، جنو أوكتاف، بايثون، كالكولايت! [الإنجليزية]، آر، سايج ماث، وسايلاب.

## وصلات خارجيَّة
- الموقع الرسمي